# Noora Tamminen
Noora Tamminen (nascida em 30 de outubro de 1990) é uma jogadora finlandesa de golfe profissional que atualmente joga nos torneios do Ladies European Tour.
No golfe dos Jogos Olímpicos de Verão de 2016, realizados no Rio de Janeiro, Brasil, terminou sua participação na competição de jogo por tacadas individual feminino na quadragésima oitava posição, com 295 tacadas (73-76-72-74), onze acima do par, representando Finlândia.